# تكوت
تكوت بلدة وبلدية تابعة لدائرة تكوت في ولاية باتنة بالجزائر.

## أعلام
- ديهيا